# Axel Corti
Axel Corti (* 7. Mai 1933 in Boulogne-Billancourt bei Paris als Leopold Karl Anatole Axel Fuhrmans; † 29. Dezember 1993 in Oberndorf, Land Salzburg, Österreich) war ein österreichischer Regisseur und Publizist.

## Leben

### Jugend
Sein Vater Carl Edgar Fuhrmans war ein deutscher Geschäftsmann österreichisch-italienischer Herkunft, seine Mutter Ingeborg, geb. Kutzner, stammte aus dem Schwarzwald. Seine Eltern kamen bereits 1928 nach Paris, wo sein Vater Geschäftspartner der französischen Staatsbahnen war und Lokomotiven vertrieb; dieses Naheverhältnis zu Eisenbahnen und Lokomotiven spiegelte sich auch in Axel Cortis späterem filmischen Schaffen.
Nach der Besetzung Frankreichs 1940 und dem danach zunehmenden NS-Terror musste seine Familie mehrmals ihre Wohnsitze wechseln, bis seine Mutter schließlich 1943 mit ihm in die Schweiz flüchtete. Seinem Vater – Mitglied der Résistance – wurde kein Asyl gewährt, er starb noch 1945 durch Suizid.
Nach dem Ende des Zweiten Weltkriegs musste die Familie, aus der Schweiz ausgewiesen, über Liechtenstein 1947 nach Italien ziehen, wo er auf Vermittlung eines Geistlichen einen Pass erhielt, der auf den Namen Alfonso von Cassino Corti lautete. Eine 1948 begonnene Ausbildung zum Landwirt musste Corti wegen einer schweren Erkrankung aufgeben. Nach Stationen des Exils in England und Deutschland gelangte er schließlich 1949 nach Österreich. Hier besuchte er in Innsbruck eine Abendschule und begann eine Sprech- und Schauspielausbildung bei der bekannten Lyrikerin und Schauspielerin Traute Foresti, die damals dort für den Österreichischen Rundfunk arbeitete.

### Hörfunk-, Theater- und Fernseharbeit
Ab 1951 war Corti für die von den französischen Befreiungstruppen eingerichtete „Sendergruppe West“ als Rundfunk- und Zeitungsjournalist, ab 1953 für das Radio Innsbruck tätig, wo er u. a. Sprecher der Radioglosse „Hömbergs Kaleidophon“ war. Von 1955 bis 1960 leitete er dann die Literatur- und Hörspielabteilung des ORF-Landesstudios Tirol.
Für den "Österreichischen Bergführerfilm" aus dem Jahr 1955, der im Auftrag des Österreichischen Alpenvereins durch die Theo-Hörmann-Filmproduktion in Zusammenarbeit mit dem Österreichischen Alpenverein hergestellt wurde, sprach er den von Hans Hömberg und Max Kammerlander verfassten Begleittext.
Danach war er am Wiener Burgtheater als Regieassistent und bald darauf bereits als Regisseur und Dramaturg tätig. Von 1961 bis 1964 lehrte Corti auch Regie am Max Reinhardt Seminar.
Mit der von 1969 bis 1993 im ORF wöchentlich ausgestrahlten Sendung Der Schalldämpfer schrieb er Radiogeschichte; Generalintendant Gerd Bacher hatte Cortis Bedingung akzeptiert, seine Texte niemandem zur Genehmigung vorlegen zu müssen. Daneben trat er als Regisseur vieler Hörspiele in Erscheinung.
Corti leitete nach seiner Tätigkeit in Wien Theater in Oberhausen und Ulm und arbeitete mit Peter Brook in London. Er verfilmte Literatur, gestaltete ORF-Unterhaltungssendungen und drehte einige Werbespots.
1969 spielte Corti die Hauptrolle in dem vom ORF produzierten Fernsehspiel Stellenangebote, weiblich (Belvedere) (Lustspiel von Gwen Davenport; Fernsehbearbeitung und Regie: Wolfgang Glück; Ausstrahlung am 5. Juni 1969 im ersten TV-Programm des ORF). Auch in anderen Fernsehfilmen wirkte er als Schauspieler mit, etwa 1984 in Donauwalzer (Regie: Xaver Schwarzenberger) in der Rolle des Georg Pollak.
Für die Wiener Staatsoper inszenierte er Der arme Matrose (Musik Darius Milhaud, Text Jean Cocteau) und Angélique (Musik Jacques Ibert, Text Nino, deutschsprachig eingerichtet von Corti). Premiere war am 2. Oktober 1970 im Theater im Redoutensaal der Hofburg, Dirigent war Hans Swarowsky, die Ausstattung stammte von Hubert Aratym; Mimi Coertse hatte als Angélique eine Paraderolle.

### Werbung
Axel Corti war an der Gestaltung zahlreicher Werbefilme für den Grazer Schuhkonzern Humanic beteiligt. Das Unternehmen lud zahlreiche österreichische Künstler und Künstlerinnen dazu ein, avantgardistische Werbefilme für das Unternehmen zu gestalten. Während diese Art der Werbung vor allem in den 1970er und 80er Jahren Bekanntheit erlangte, war Corti bereits zuvor, Mitte der 1960er Jahre gemeinsam mit dem Regisseur Georg Lhotsky für Humanic aktiv gewesen. Auch bei der Entstehung der bekannten "Franz"-Werbungen der 1970er Jahre unter dem Werbeleiter Horst Gerhard Haberl war er beteiligt.

### Filmarbeit
Axel Corti gilt als einer der wichtigsten Fernsehregisseure der Nachkriegszeit. Die Trilogie „An uns glaubt Gott nicht mehr“, die er gemeinsam mit Georg Stefan Troller nach dessen Autobiographie schrieb und verfilmte, verhalf ihm 1985 zum internationalen Durchbruch. Der dritte Teil, „Welcome in Vienna“, lief über Monate vor ausverkauften Häusern in Paris. Die Geschichte des jungen jüdischen Wieners Freddy Wolf, dem 1938 die Flucht aus der Heimatstadt gelingt und ab 1944 als US-Soldat für die Befreiung Europas kämpft, in Wien aber wieder mit Antisemitismus konfrontiert wird, zeigte der Welt in den Waldheim-Jahren, dass es auch ein „anderes Österreich“ gibt als jenes des international geächteten Bundespräsidenten, der seine SA-Mitgliedschaft verschleiert hatte. In der Folge dreht Corti internationale Produktionen wie „Die Hure des Königs“ mit Valeria Golino und Timothy Dalton und „Radetzkymarsch“ mit Max von Sydow, Charlotte Rampling und Gert Voss. Seit 1972 unterrichtete Corti an der Filmakademie Wien. Als Regisseur machte er sich weiters mit anspruchsvollen Literaturverfilmungen wie Franz Werfels Eine blaßblaue Frauenschrift (1984) einen Namen.
Unter dem Obertitel Wie sie es wurden drehte er die Dokumentarspielfilme Ein junger Mann aus dem Innviertel (1973) über Adolf Hitler und Der junge Freud (1976) über Sigmund Freud nach Drehbüchern von Georg Stefan Troller.

### Privatleben

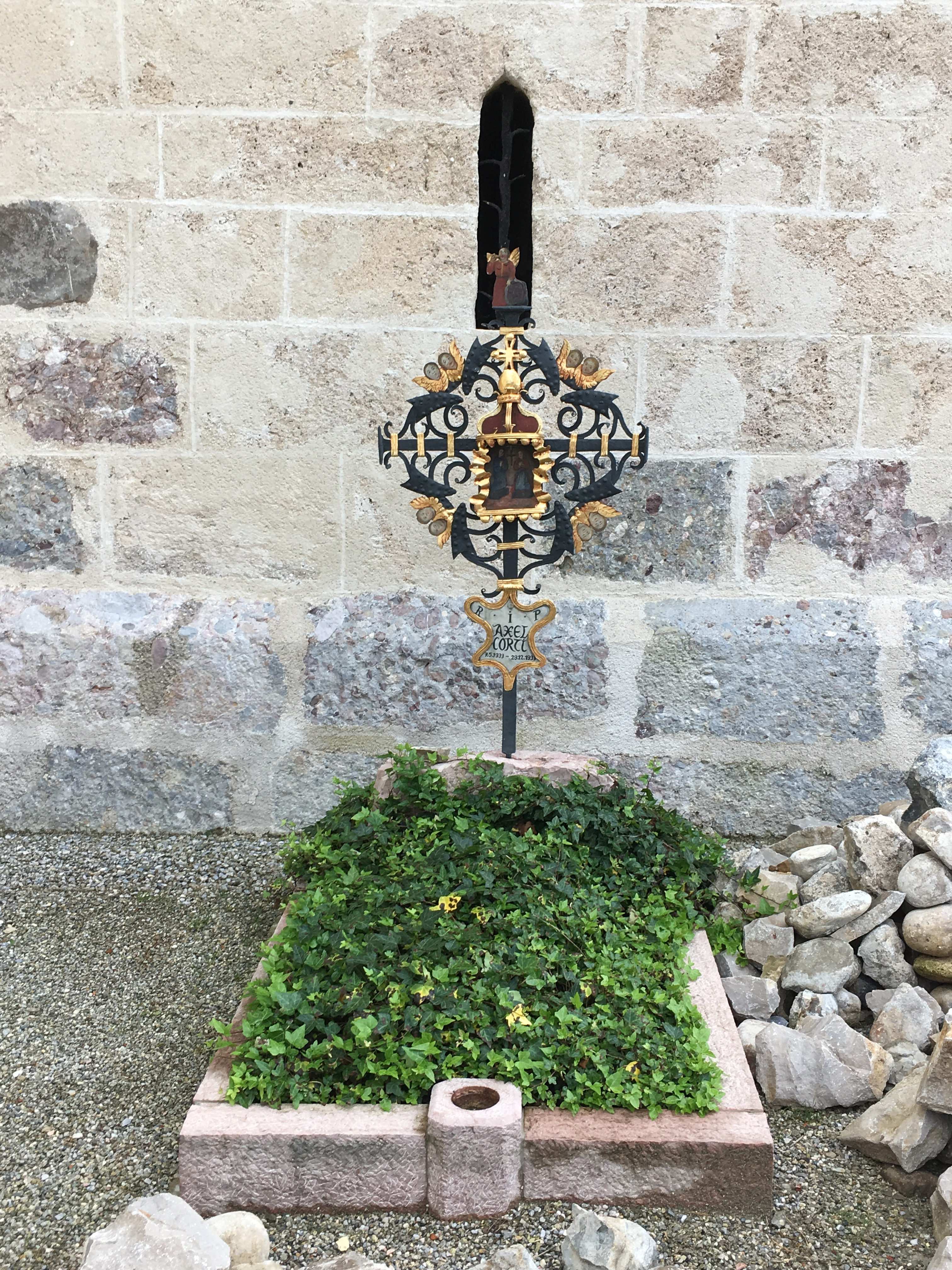
Grab von Axel Corti in Arnsdorf (2019)

Axel Corti war seit 1964 mit Cecily Corti, geb. Herberstein, verheiratet und hatte mit ihr drei Söhne, Sebastian Corti, Severin Corti, Gastronomiekritiker für diverse österreichische Medien, und Caspar Corti. Claudia Vogeler, Tochter aus einer früheren Beziehung Cortis, lebt in Hamburg und arbeitet als Filmeditorin.
Axel Corti starb am 29. Dezember 1993 vor dem Abschluss der Dreharbeiten zu Radetzkymarsch an Leukämie. Sein Grab befindet sich im Friedhof von Arnsdorf in der Gemeinde Lamprechtshausen bei Salzburg. Cortis Nachlass befindet sich im Literaturarchiv der Österreichischen Nationalbibliothek.
Corti war von 1960 bis zu seinem Ausschluss 1993 Mitglied der Freimaurerloge Libertas; 1966 bis 1972 als auswärtiges Mitglied.

## Auszeichnungen
- 1976: Großer Österreichischer Staatspreis für Filmkunst
- 1978: Dr.-Karl-Renner-Publizistikpreis[7]
- 1985: Sonderpreis des Kultusministers von Nordrhein-Westfalen beim Adolf-Grimme-Preis für Herrenjahre (zusammen mit Gernot Wolfgruber)
- 1985: Prix Italia
- 1986: Beste Regie, Filmfestival von San Sebastian, für den Kinofilm Wohin und zurück – Welcome in Vienna
- 1986: Goldener Gong
- 1986: Fernsehfilmpreis der Deutschen Akademie der Darstellenden Künste
- 1986: Rudolf-Henz-Preis
- 1987: Goldene Kamera 1986
- 1987: Adolf-Grimme-Preis mit Gold für Wohin und zurück, Folge2: Santa Fé (zusammen mit Georg Stefan Troller und Gernot Roll)
- 1994: Adolf-Grimme-Preis mit Gold (posthum) für Radetzkymarsch (zusammen mit Gernot Roll, Max von Sydow und Tilman Günther)
- Seit 1997: Der Verband österreichischer Volkshochschulen nennt seinen im Rahmen des Fernsehpreises der Erwachsenenbildung seit 1996 vergebenen Preis der Jury Axel-Corti-Preis
- 2012: Benennung der Axel-Corti-Gasse in Wien-Floridsdorf (21. Bezirk)[8]

## Filmografie (Auswahl)
- 1963: Kaiser Joseph und die Bahnwärterstochter
- 1971: Der Fall Jägerstätter (die Geschichte des Wehrdienstverweigers Franz Jägerstätter in der Zeit des Nationalsozialismus)
- 1973: Ein junger Mann aus dem Innviertel (Dokumentarspielfilm)
- 1975: Totstellen – Der Sohn eines Landarbeiters wird Bauarbeiter und baut sich ein Haus
- 1976: Der junge Freud (Dokumentarspielfilm)
- 1976: Jakob der Letzte (Fernsehfilm, nach dem Roman von Peter Rosegger)
- 1976: Tatort – Wohnheim Westendstraße
- 1978: Die beiden Freundinnen und ihr Giftmord (nach einem Tatsachenbericht von Alfred Döblin)
- 1980: Tatort – Herzjagd
- 1980: Das eine Glück und das andere
- 1981: Wie der Mond über Feuer und Blut – Das erste Regierungsjahr Maria Theresias (Fernsehfilm)
- 1981: Wohin und zurück – An uns glaubt Gott nicht mehr. Trilogie, Drehbuch zusammen mit Georg Stefan Troller
- 1982: An uns glaubt Gott nicht mehr
- 1983: Herrenjahre (nach dem Roman Herrenjahre von Gernot Wolfgruber)
- 1984: Eine blaßblaue Frauenschrift (zwei Teile, Koproduktion ORF/RAI, nach dem Roman Eine blaßblaue Frauenschrift von Franz Werfel)
- 1984: Donauwalzer
- 1982–1985: Wohin und zurück (Emigrantentrilogie nach der Autobiografie von Georg Stefan Troller)
- 1986: Wohin und zurück – Santa Fe. Drehbuch zusammen mit Georg Stefan Troller, Buchausgabe: Santa Fe – Ein Drehbuch. Fernsehspiel-Bibliothek, Residenz-Verlag, Salzburg 1985
- 1986: Wohin und zurück – Welcome in Vienna (nach Georg Stefan Troller; Verwertung als Kinofilm)
- 1990: Die Hure des Königs (La Putain du roi)
- 1995: Radetzkymarsch (nach dem Roman Radetzkymarsch von Joseph Roth, nach Cortis Tod fertiggestellt von Kameramann Gernot Roll)

## Belege
1. ↑  Christian Hager: Darstellung und Bedeutung von Politischem Opportunismus im Film „Der Fall Jägerstätter“ von Axel Corti. Diplomarbeit. Wien. 2010, abgerufen am 20. April 2023
2. ↑  Der Schalldämpfer. Zum 20. Todestag ist sein Nachlass zur Gänze einsehbar. In: Österreichische Nationalbibliothek Magazin. Wien, Mai 2013, Heft Nr. 1, S. 17 online-PDF 8,9 MB
3. ↑  --: Der Bergsteiger und Berge und Heimat. In: Alfred Bruckmann, München & Öst. Alpenverein, Ibk. (Hrsg.): --. --- Auflage. 23. Jahrgang, Heft 1. Verlag F. Bruckmann, München Oktober 1955, S. 12/13.
4. ↑  Mario Keller: „Provokant und in keiner Weise tragbar“: Die Humanic-Werbung der 1970er Jahre als Grenzerfahrung zwischen Avantgardekunst und Werbung. In: Karin Moser, Mario Keller u. Franz X. Eder (Hg.), Grenzenlose Werbung. Zwischen Konsum und Audiovision, Berlin/Boston 2020, S. 172–202.
5. ↑  Die Angst vor dem Loslassen, Cicero, abgerufen am 26. März 2019
6. ↑  Günter K. Kodek: Die Kette der Herzen bleibt geschlossen. Mitglieder der österreichischen Freimaurer-Logen 1945 bis 1985. Löcker, Wien 2014, ISBN 978-3-85409-706-8, S. 35.
7. ↑  Eintrag zu Dr.-Karl-Renner-Publizistikpreis im Austria-Forum
8. ↑  Axel-Corti-Gasse im Wien Geschichte Wiki der Stadt Wien

| Personendaten    | Personendaten                                                   |
| ---------------- | --------------------------------------------------------------- |
| NAME             | Corti, Axel                                                     |
| ALTERNATIVNAMEN  | Fuhrmans, Leopold Karl Anatole Axel; Cassino Corti, Alfonso von |
| KURZBESCHREIBUNG | österreichischer Regisseur                                      |
| GEBURTSDATUM     | 7. Mai 1933                                                     |
| GEBURTSORT       | Boulogne-Billancourt bei Paris, Frankreich                      |
| STERBEDATUM      | 29. Dezember 1993                                               |
| STERBEORT        | Oberndorf bei Salzburg, Österreich                              |